# Longitarsus brunneus
Longitarsus brunneus — вид листоїдів з підродини галеруцинів.

## Поширення
Поширений в Європі, на захід до Франції, на північ в Шотландії та центральній частині Фінляндії, від Сибіру на схід до Іркутську.

## Екологія
Дорослі жуки та їх личинки живляться листям айстрових (Asteraceae) і жовтецевих (Ranunculaceae), а саме айстри солончакової (Aster tripolium) і представників роду василистників (Thalictrum).

## Варієтет
- Варіація: Longitarsus brunneus var. picinus (Weise, 1888)
- Варіація: Longitarsus brunneus var. laevicollis (Weise, 1888)
- Варіація: Longitarsus brunneus var. robustus (Weise, 1888)